# Rougena Zátková

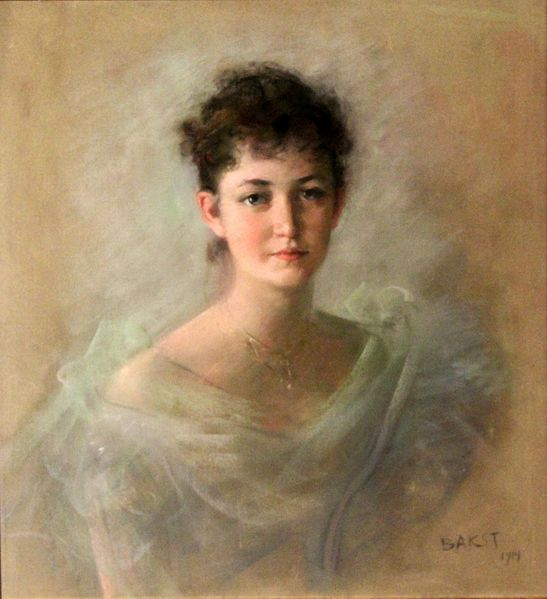
Rougena Zátková par Léon Bakst

Rougena Zátková (Kamenný Újezd, 1885 - Leysin, 1923) était une peintre et sculpteur tchèque, membre du futurisme.
Originaire de Bohême, elle s'installe à Rome au début du siècle. Aurelio Cappa, socialiste proche des futuristes russe a été son compagnon. Elle fut l'élève de Giacomo Balla, mais on ignore l'année de son adhésion au futurisme. Artiste polyvalente, elle se consacre à des constructions picturales transformables et à des sculptures « à plusieurs matériaux ». Sa production sert de lien entre le futurisme, le Suprématisme et le Constructivisme russe. Son portrait de Marinetti est célèbre. Elle est décédée en 1923 à 38 ans de la tuberculose à Leysin en Suisse où elle était traitée.

## Œuvre
Les premières peintures de Zatkova représentent principalement des paysages, des marines et des scènes imaginaires inspirées du folklore bohémien. Elle passe ensuite à la création et à l'expérimentation artistique de compositions où sont insérées divers matériaux tels que perles, ferraille, papier, bois, fer, morceaux de verre et carton ondulé. Ces créations plastiques originales étant détruites, il n'en subsiste que des photos.

### Galerie

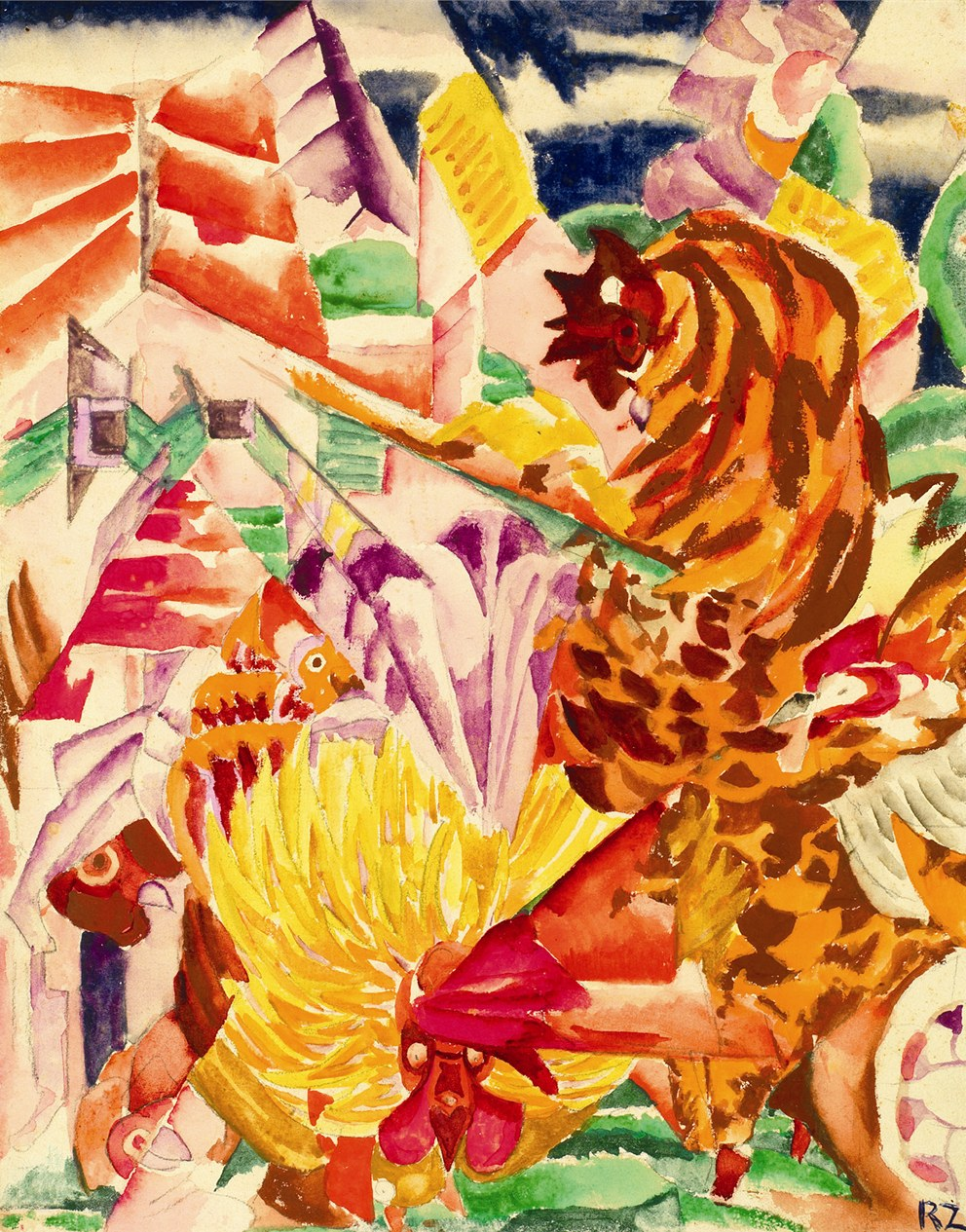
Kohouti z Bricca (1922)
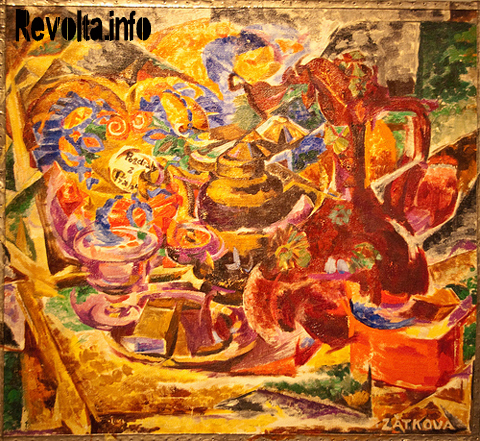
Boj předmětů o nadvládu (1922)
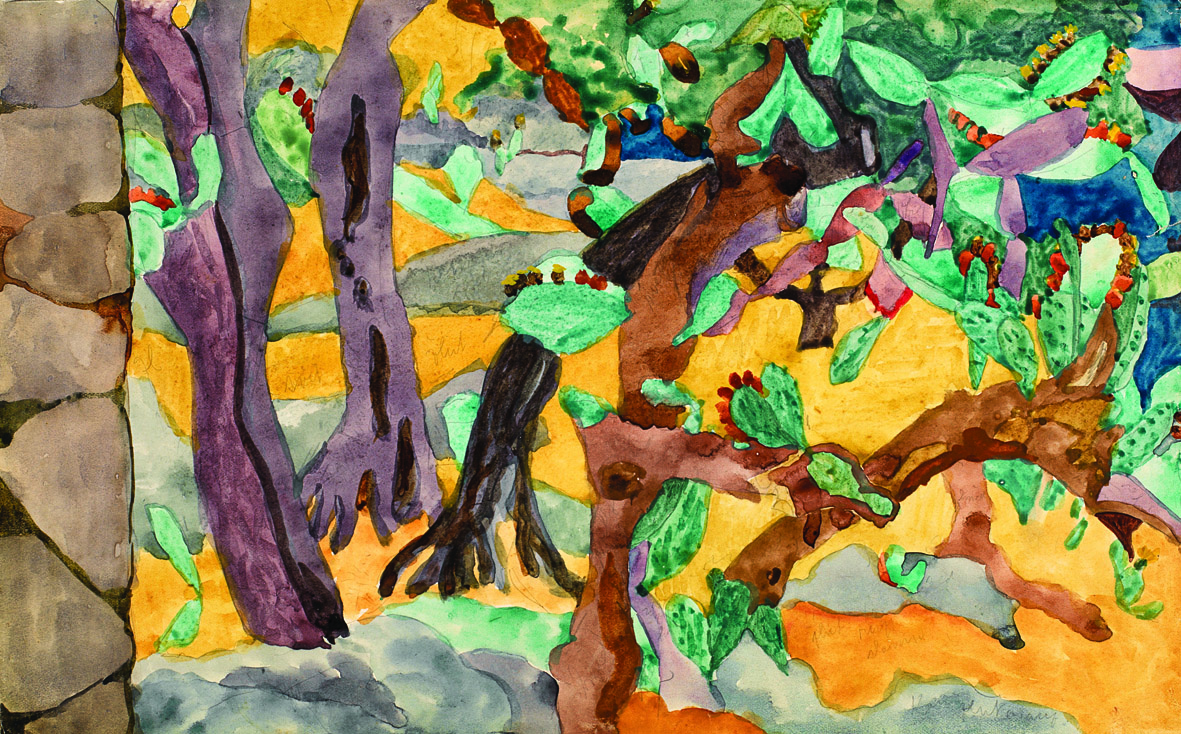
Mallorca (1913)
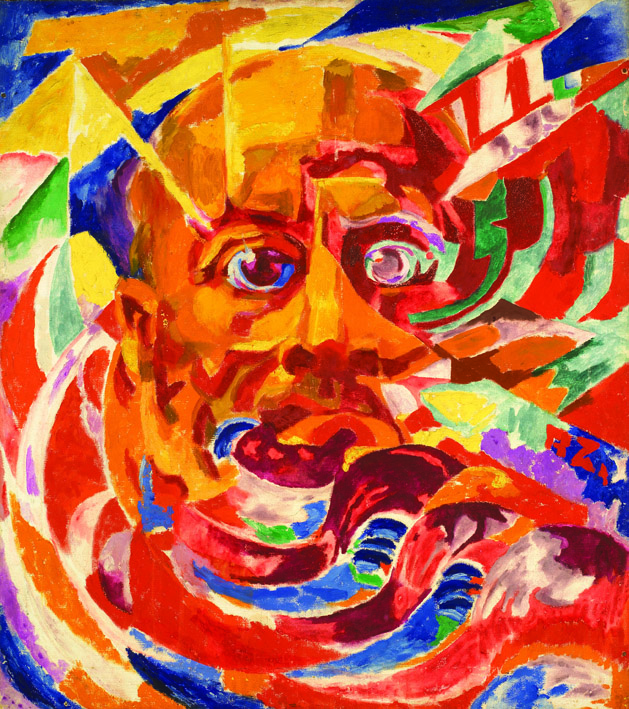
Marinetti (1922)